# Індастрі (Іллінойс)
Індастрі (англ. Industry) — селище (англ. village) в США, в окрузі Макдоно штату Іллінойс. Населення — 399 осіб (2020).

## Географія
Індастрі розташоване за координатами 40°19′38″ пн. ш. 90°36′29″ зх. д. / 40.32722° пн. ш. 90.60806° зх. д. (40.327275, -90.608050).  За даними Бюро перепису населення США в 2010 році селище мало площу 1,19 км², з яких 1,19 км² — суходіл та 0,00 км² — водойми.

## Демографія
Згідно з переписом 2010 року, у селищі мешкало 478 осіб у 202 домогосподарствах у складі 140 родин. Густота населення становила 401 особа/км².  Було 226 помешкань (190/км²).
Расовий склад населення:
| - 99,2 % — білих - 0,2 % — азіатів |

До двох чи більше рас належало 0,2 %. Частка іспаномовних становила 1,0 % від усіх жителів.
За віковим діапазоном населення розподілялося таким чином: 23,6 % — особи молодші 18 років, 58,4 % — особи у віці 18—64 років, 18,0 % — особи у віці 65 років та старші. Медіана віку мешканця становила 41,0 року. На 100 осіб жіночої статі у селищі припадало 89,7 чоловіків;  на 100 жінок у віці від 18 років та старших — 83,4 чоловіків також старших 18 років.
Середній дохід на одне домашнє господарство  становив 58 704 долари США (медіана — 58 000), а середній дохід на одну сім'ю — 62 258 доларів (медіана — 59 167). Медіана доходів становила 40 000 доларів для чоловіків та 33 750 доларів для жінок. За межею бідності перебувало 7,8 % осіб, у тому числі 15,1 % дітей у віці до 18 років та 0,0 % осіб у віці 65 років та старших.
Цивільне працевлаштоване населення становило 201 осіб. Основні галузі зайнятості: освіта, охорона здоров'я та соціальна допомога — 28,4 %, роздрібна торгівля — 19,9 %, виробництво — 9,5 %, публічна адміністрація — 8,0 %.